# Пума (команда W Series)
Пума (англ. Puma W Series Team) — німецька автогоночна команда, що бере участь у W Series. Була заснована компанією з виробництва спортивних товарів Puma. 

## Статистика
| Рік  | Пілот            | 1         | 2       | 3      | 4      | 5      | 6        | 7       | 8       | 9    | 10   | Місце | Очки | Джерело |
| ---- | ---------------- | --------- | ------- | ------ | ------ | ------ | -------- | ------- | ------- | ---- | ---- | ----- | ---- | ------- |
| 2021 | Ґося Рдест       | АВТ1 9    | АВТ2 17 |        |        |        |          |         |         |      |      | 18-е  | 2    |         |
| 2021 | Марта Гарсія     | АВТ1 Схід | АВТ2 12 | ВЕЛ 12 | УГО 7  | БЕЛ 3  | НІД 18   | США1 15 | США2 НС |      |      | 12-е  | 21   |         |
| 2021 | Кейтлін Вуд      |           |         |        | УГО 17 | БЕЛ 5  |          |         |         |      |      | 16-е  | 11   |         |
| 2021 | Еббі Пуллінг     |           |         | ВЕЛ 8  |        |        | НІД 7    | США1 4  | США2 2  |      |      | 7-е   | 40   |         |
| 2022 | Емма Кімілейнен  | МАЯ1 15   | МАЯ2 5  | ІСП 4  | ВЕЛ 2  | ФРА 12 | УГО Схід | СІН     | США     | МЕК1 | МЕК2 | 7-е*  | 40*  | [ 2 ]   |
| 2022 | Тереза Бабічкова | МАЯ1 13   | МАЯ2 16 | ІСП 17 | ВЕЛ 12 | ФРА 14 | УГО 15   | СІН     | США     | МЕК1 | МЕК2 | 18-е* | 0*   | [ 3 ]   |